# Stare Juchy (gromada)
Stare Juchy – dawna gromada, czyli najmniejsza jednostka podziału terytorialnego Polskiej Rzeczypospolitej Ludowej w latach 1954–1972.
Gromady, z gromadzkimi radami narodowymi (GRN) jako organami władzy najniższego stopnia na wsi, funkcjonowały od reformy reorganizującej administrację wiejską przeprowadzonej jesienią 1954 do momentu ich zniesienia z dniem 1 stycznia 1973, tym samym wypierając organizację gminną w latach 1954–1972.
Gromadę Stare Juchy z siedzibą GRN w Starych Juchach utworzono – jako jedną z 8759 gromad – w powiecie ełckim w woj. białostockim, na mocy uchwały nr 13/V WRN w Białymstoku z dnia 4 października 1954. W skład jednostki weszły obszary dotychczasowych gromad Gorło, Jeziorowskie, Kałtki, Laśmiady, Liski, Olszewo, Orzechowo, Panistruga i Stare Juchy ze zniesionej gminy Stare Juchy w tymże powiecie. Dla gromady ustalono 19 członków gromadzkiej rady narodowej.
1 stycznia 1959 do gromady Stare Juchy przyłączono obszar zniesionej gromady Gorłówko (bez wsi Kije i Połom oraz PGR-u Połom).
1 stycznia 1972 do gromady Stare Juchy przyłączono wsie Bałamutowo, Czerwonka i Królowa Wola, część lasów państwowych Nadleśnictwa Stare Juchy, obręb Królowa Wola o powierzchni 161,39 ha, obejmująca oddziały Nr Nr 219, 221, 223, 255—258 oraz część lasów państwowych Nadleśnictwa Stare Juchy obręb Czerwonka o powierzchni 214,48 ha, obejmującą oddziały Nr Nr 199, 200, 204—206, 210, 211, część oddziału 196, 201, i 215 ze znoszonej gromady Woszczele.
Gromada przetrwała do końca 1972 roku, czyli do kolejnej reformy gminnej. Z dniem 1 stycznia 1973 roku reaktywowano gminę Stare Juchy.